# A. Richard Diebold, Jr.
Albert Richard Diebold Jr. (* 20. Januar 1934 in New York City; † 1. März 2014 in Tucson, Arizona) war ein US-amerikanischer Anthropologe. Er lehrte an der University of Arizona. Schwerpunkt seiner Forschung war die indoeuropäische Sprachwissenschaft.

## Leben
Diebold Jr. entstammte einer wohlhabenden New Yorker Familie. Sein Vater Albert Richard Diebold war Miteigentümer der Sterling Products Inc.; der Pharma-Mischkonzern ersteigerte 1918 die Produkt- und Markenrechte der als Feindvermögen beschlagnahmten American Bayer Company mit dem Hauptprodukt Aspirin. Diebold Jr. studierte ab 1956 an der Yale University und wurde 1962 promoviert. Nach Stationen an der Harvard University, der University of California, Berkeley und der Stanford University lehrte er ab 1974 an der University of Arizona als Professor für Anthropologie und wurde dort 1992 emeritiert.

## Werk
Diebold spezialisierte sich auf Indoeuropäische Sprachwissenschaft und Psycholinguistik. In seiner Studie The Evolution of Indo-European Nomenclature for Salmonid Fish von 1985 widerlegte er das Lachsargument und stützte die Ansicht, dass die Urheimat der indoeuropäischen Völker in der pontisch-kaspischen Steppe liegt. Mit Edgar C. Polomé verantwortete er die Monograph Series zum  Journal of Indo-European Studies.
Er stiftete die Salus Mundi Foundation, die indoeuropäische Studien förderte. Der Lehrstuhl Diebold Professor of Comparative Philology an der Oxford University ist seit 2003 nach ihm benannt.

## Veröffentlichungen (Auswahl)

### Monografien
- The Evolution of Indo-European Nomenclature for Salmonid Fish: The Case of ,Huchen’ (Hucho spp.). Washington 1985, ISBN 0-941694-24-0 (= Journal of Indo-European Studies, Monograph Series 5)
- A Survey of psycholinguistic research, 1954–1964, 4. Auflage, Bloomington 1969

### Aufsätze und Beiträge
- Contributions to the IE salmon problem. In: Current Progress in Historical Linguistics, Proceedings of the Second International Conference on Historical Linguistics. Amsterdam 1976, ISBN 0-7204-0533-5, S. 341–387 (= North-Holland Linguistic Series 31)
- ¿Por qué estudiar el contacto de idiomas en Mesoamérica? In: Summa anthropologica en homenaje a Roberto J. Weitlaner. México 1966, S. 561–572.
- Einführung in Hamid Badghisi: Dictionary of Some Languages and Dialects of Afghanistan, Washington 2004, ISBN 0-941694-88-7 (= Journal of Indo-European Studies, Monograph Series; 48).
- Incipient Bilingualism. In: Dell Hymes: Language in culture and society. A reader in linguistics and anthropology. 2. Auflage, New York 1964, S. 495–508.

## Nachrufe
- Arizona Daily Star, 9. März 2014
- New York Times, 9. März 2014
- Tom Markey, Journal of Indo-European Studies, Bd. 42/2014, Heft 1/2, S. 209–210